# 30 de arginți (serial TV)
30 de arginți (în spaniolă 30 monedas) este un serial TV spaniol de groază de mister creat de Álex de la Iglesia pentru HBO Europe. Scris și regizat de Iglesia și co-scris de Jorge Guerricaechevarría, serialul îl prezintă pe părintele catolic Vergara, un exorcist care a fost exilat de biserică la Pedraza, Segovia, un orășel îndepărtat din Spania unde speră să fie uitat de inamicii săi.
În rolurile principale au jucat actorii Eduard Fernández, Miguel Angel Silvestre, Megan Montaner și Macarena Gómez. Serialul a avut premiera la 29 noiembrie 2020 pe HBO Europe. 
Filmările la cel de-al doilea sezon au început în toamna anului 2021.

## Prezentare
Părintele Vergara (Eduard Fernández), de profesie exorcist, boxer și fost condamnat, trăiește în Pedraza, un orășel din Segovia, pentru a-și uita trecutul și a începe o viață nouă. Cu toate acestea, în curând încep să apară fenomene paranormale și va trebui să obțină ajutorul lui Paco, primarul (Miguel Ángel Silvestre) și al Elenei, medicul veterinar al orașului (Megan Montaner), pentru a rezolva misterul unei monede a lui Vergara care ar putea face parte din cei treizeci de arginți cu care Iuda a fost plătit pentru trădarea lui Iisus Hristos. 
Cei trei protagoniști vor ajunge în centrul unei conspirații globale care implică chiar Sfântul Scaun și care amenință creștinismul dar și lumea așa cum o cunoaștem noi

## Distribuție
Roluri principale
- Eduard Fernández - Padre Manuel Vergara (părintele Manuel Vergara)
- Megan Montaner - Elena, medicul veterinar
- Miguel Ángel Silvestre - Paco, primarul din Pedraza
- Macarena Gómez - Merche

Alte roluri
- Pepón Nieto - Sargento Lagunas (Sergent Guardia Civil Lagunas)
- Manolo Solo - Cardinal Santoro[7]
- Cosimo Fusco - Angelo
- Carmen Machi - Carmen
- Paco Tous - Jesús
- Secun de la Rosa - Martín.
- Javier Bódalo - Antonio (prostul satului).[7]

## Episoade

### Sezonul I
| Nr. | Titlu               | Regizat de         | Scris de                                        | Data difuzării    |
| --- | ------------------- | ------------------ | ----------------------------------------------- | ----------------- |
| 1   | „Pânze de păianjen” | Álex de la Iglesia | Álex de la Iglesia și Jorge Guerricaechevarría  | 29 noiembrie 2020 |
| 2   | „Ouija”             | Álex de la Iglesia | Álex de la Iglesia și Jorge Guerricaechevarría  | 6 decembrie 2020  |
| 3   | „Oglinda”           | Álex de la Iglesia | Álex de la Iglesia și Jorge Guerricaechevarría  | 13 decembrie 2020 |
| 4   | „Memorii”           | Álex de la Iglesia | Álex de la Iglesia și Jorge Guerricaechevarría  | 20 decembrie 2020 |
| 5   | „Dublura”           | Álex de la Iglesia | Álex de la Iglesia and Jorge Guerricaechevarría | 27 decembrie 2020 |
| 6   | „Război Sfânt”      | Álex de la Iglesia | Álex de la Iglesia și Jorge Guerricaechevarría  | 3 ianuarie 2021   |
| 7   | „Cutia din sticlă”  | Álex de la Iglesia | Álex de la Iglesia și Jorge Guerricaechevarría  | 10 ianuarie 2021  |
| 8   | „Sacrificiu”        | Álex de la Iglesia | Álex de la Iglesia și Jorge Guerricaechevarría  | 17 ianuarie 2021  |

## Galerie de imagini

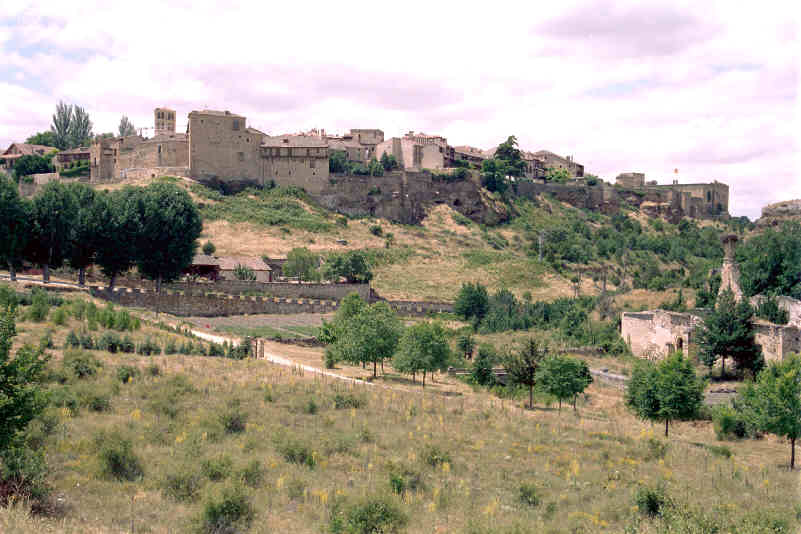
Vedere către Pedraza
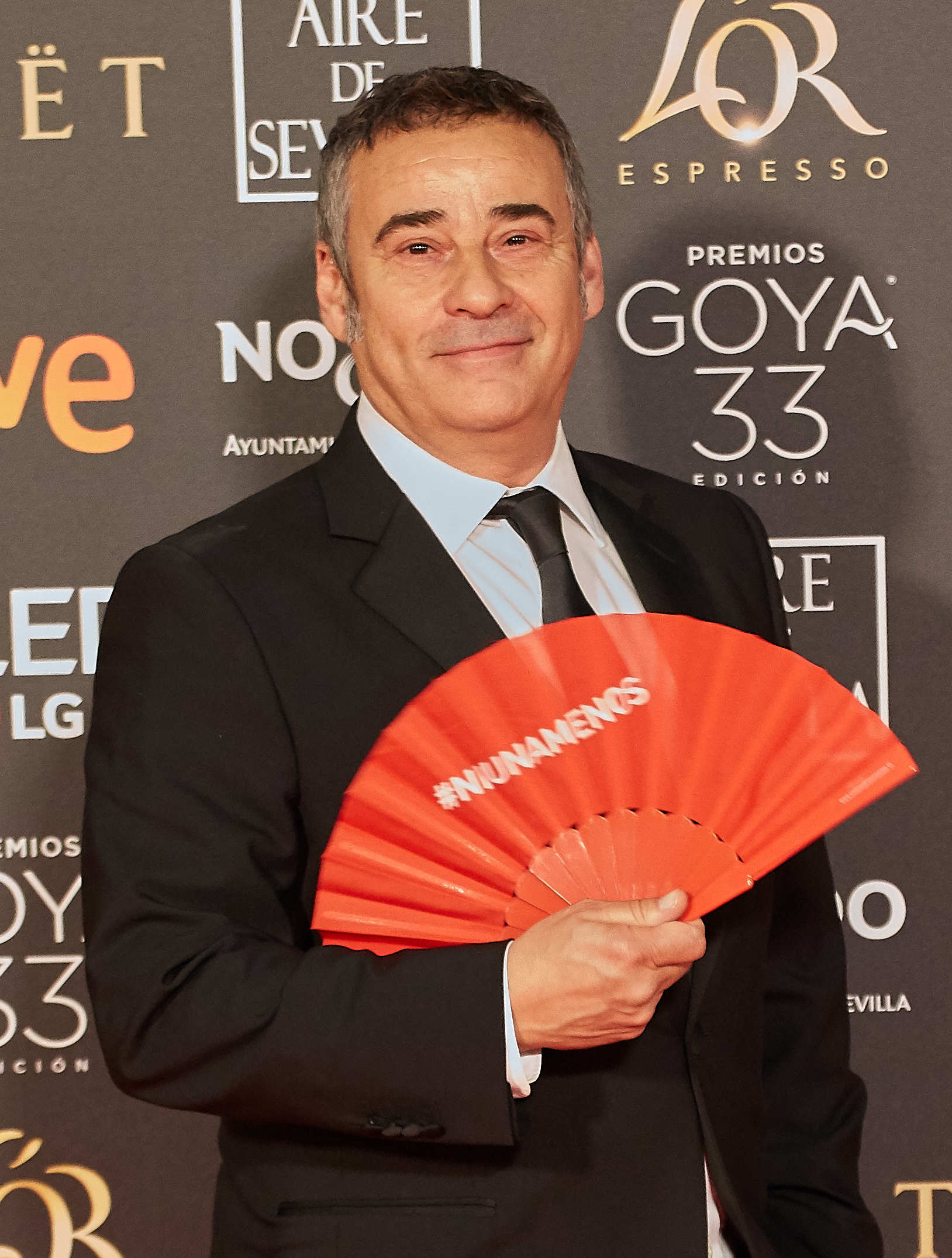
Eduard Fernandez
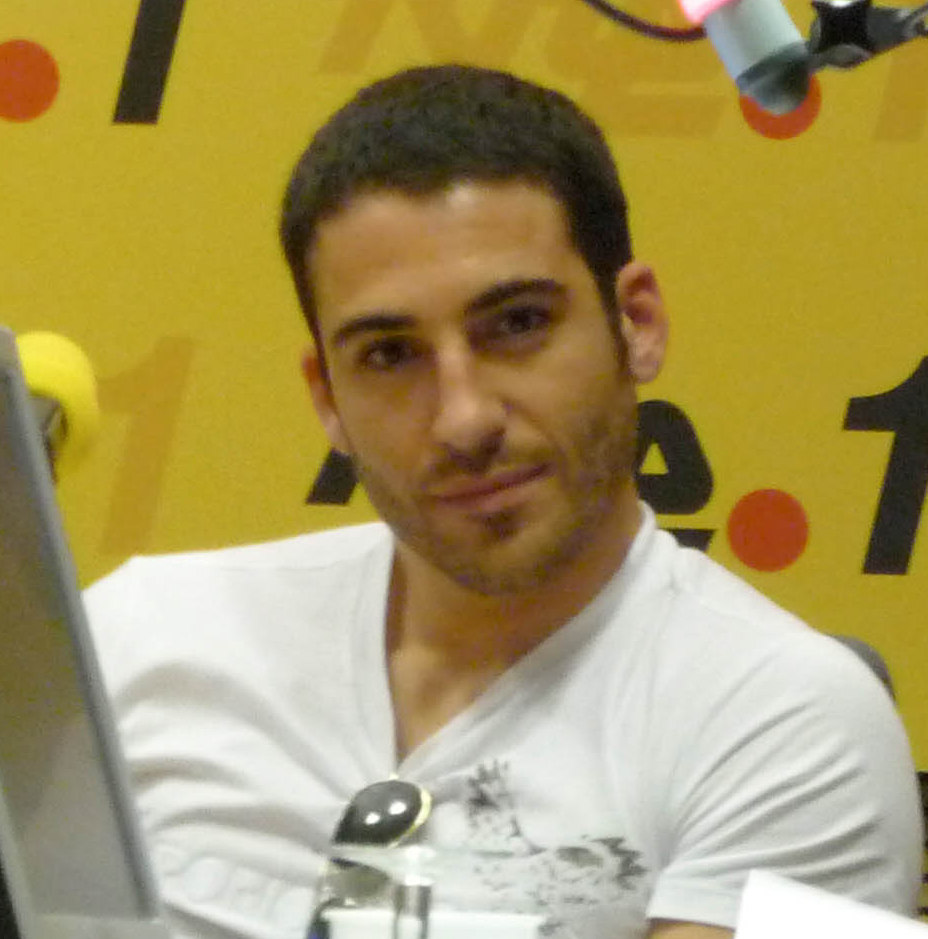
Miguel Ángel Silvestre
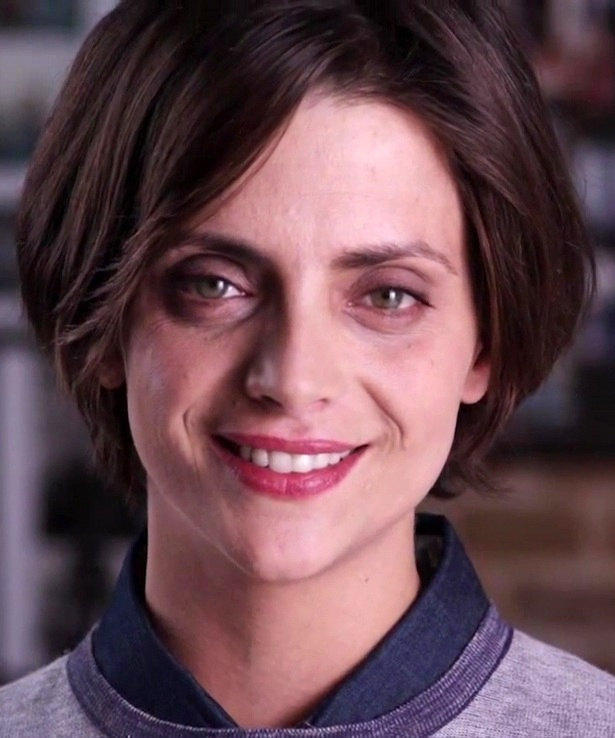
Macarena Gómez